# Brett Anderson (basebollspelare)
För andra betydelser, se Brett Anderson.
Brett Franklin Anderson, född den 1 februari 1988 i Midland i Texas, är en amerikansk professionell basebollspelare som spelar för Oakland Athletics i Major League Baseball (MLB). Anderson är vänsterhänt pitcher.

## Karriär

### Major League Baseball

#### Arizona Diamondbacks
Anderson draftades av Arizona Diamondbacks 2006 som 55:e spelare totalt och året efter gjorde han proffsdebut i Diamondbacks farmarklubbssystem. Efter bara en säsong ingick han i en stor bytesaffär och hamnade i Oakland Athletics.

#### Oakland Athletics
Under Andersons första säsong i Athletics farmarklubbssystem togs han ut till OS i Peking (se nedan). Året efter, den 10 april, fick han debutera i MLB för Oakland, där han sedan blev kvar till och med 2013. Under dessa fem säsonger var han mycket skadedrabbad. Sammanlagt var han 26-29 (26 vinster och 29 förluster) och hade en earned run average (ERA) på 3,81 och 357 strikeouts på 84 matcher, varav 73 starter.
I december 2013 byttes Anderson bort till Colorado Rockies i utbyte mot två andra pitchers.

#### Colorado Rockies
I sin tredje match för Rockies träffades Anderson av ett kast på handen när han var slagman och bröt ett ben i vänster pekfinger. Först i mitten av juli, efter två starter i farmarligorna, var han redo för comeback. Han pitchade därefter bra och hade en ERA på 2,54 och 24 strikeouts på fem starter. Tyvärr blev han sedan skadad igen, denna gång i ryggen, en skada som krävde operation vilket innebar att han missade resten av säsongen. Totalt under 2014 var han 1-3 med en ERA på 2,91 och 29 strikeouts på åtta starter. Efter säsongen bestämde sig Rockies för att inte utnyttja sin möjlighet att förlänga kontraktet, varför Anderson blev free agent.

#### Los Angeles Dodgers

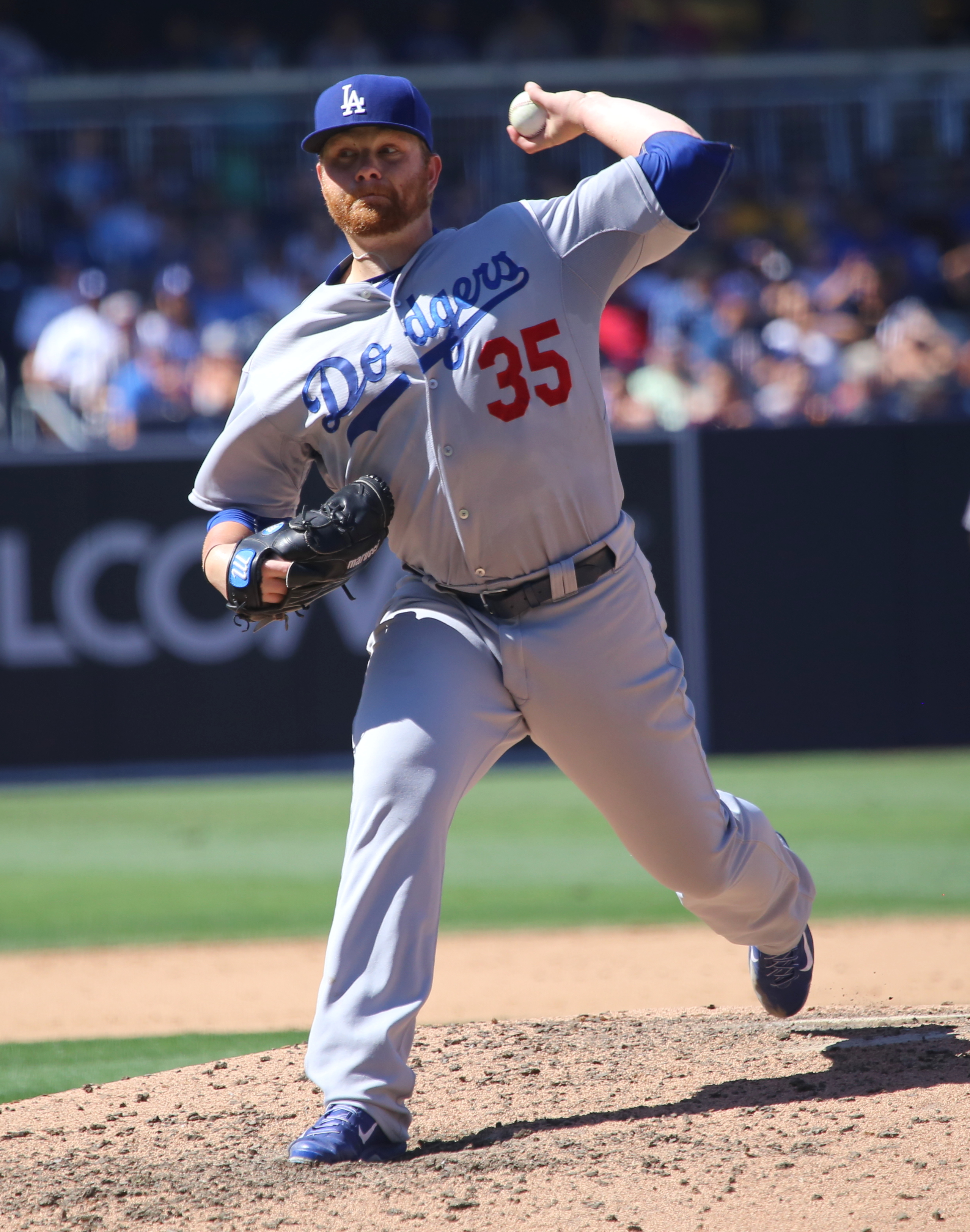
Anderson i Los Angeles Dodgers dräkt 2015.

Inför 2015 års säsong skrev Anderson på ett ettårskontrakt med Los Angeles Dodgers värt tio miljoner dollar med en möjlighet att tjäna ytterligare fyra miljoner om han presterade väl. Han var under säsongen 10-9 med en ERA på 3,69 på 31 starter. Efter säsongen blev han free agent, men fick ett så kallat qualifying offer för 2016 av Dodgers värt 15,8 miljoner dollar, ett erbjudande han tackade ja till.
Inför 2016 års säsong drabbades Anderson återigen av en skada, denna gång en ryggskada som krävde operation. Han gjorde inte comeback förrän i mitten av augusti, men hamnade nästan direkt på skadelistan igen. Han deltog därför bara i fyra matcher under hela säsongen, efter vilken han blev free agent.

#### Chicago Cubs
I januari 2017 skrev Anderson på för Chicago Cubs. Kontraktet var på ett år och rapporterades vara värt åtminstone 3,5 miljoner dollar. Han hamnade på skadelistan i början av maj och återigen var det ryggen som ställde till problem. Efter några matcher i farmarligorna släpptes han av Cubs i slutet av juli. På sex starter för Cubs var han 2-2 med en ERA på 8,18.

#### Toronto Blue Jays
I mitten av augusti skrev Anderson på ett minor league-kontrakt med Toronto Blue Jays och skickades till klubbens högsta farmarklubb Buffalo Bisons, men han kallades upp till Blue Jays i slutet av månaden. Under resten av 2017 startade han sju matcher för Toronto och var 2-2 med en ERA på 5,13. Han blev därefter free agent igen.

#### Oakland Athletics igen
I mars 2018 skrev Anderson på ett minor league-kontrakt med sin gamla klubb Oakland Athletics. Han fick inleda säsongen för den högsta farmarklubben Nashville Sounds, men i början av maj kallades han upp till Oakland. Efter bara fyra matcher hamnade han på skadelistan med axelproblem, men han kunde göra comeback i början av juli. I slutet av augusti blev han skadad igen, denna gång i vänster underarm. Han gjorde comeback ett par veckor senare och under hela säsongen var han 4-5 med en ERA på 4,48 på 17 starter.

### Internationellt
Anderson tog brons för USA vid olympiska sommarspelen 2008 i Peking. Han startade en match i gruppspelet mot Kanada, som USA vann med 5–4, och han startade och vann bronsmatchen mot Japan, som USA vann med 8–4.

## Statistik

### Major League Baseball

#### Grundserien
| År             | Klubb          | W  | L  | ERA   | G   | GS  | CG | SHO | SV | SVO | HLD | IP    | H   | R   | ER  | HR | HB | WP | BB  | IBB | SO  | AVG   | WHIP |
| -------------- | -------------- | -- | -- | ----- | --- | --- | -- | --- | -- | --- | --- | ----- | --- | --- | --- | -- | -- | -- | --- | --- | --- | ----- | ---- |
| 2009           | OAK            | 11 | 11 | 4,06  | 30  | 30  | 1  | 1   | 0  | 0   | 0   | 175,1 | 180 | 94  | 79  | 20 | 3  | 0  | 45  | 1   | 150 | 0,265 | 1,28 |
| 2010           | OAK            | 7  | 6  | 2,80  | 19  | 19  | 0  | 0   | 0  | 0   | 0   | 112,1 | 112 | 41  | 35  | 6  | 7  | 4  | 22  | 2   | 75  | 0,257 | 1,19 |
| 2011           | OAK            | 3  | 6  | 4,00  | 13  | 13  | 1  | 0   | 0  | 0   | 0   | 83,1  | 86  | 40  | 37  | 8  | 7  | 0  | 25  | 1   | 61  | 0,270 | 1,33 |
| 2012           | OAK            | 4  | 2  | 2,57  | 6   | 6   | 0  | 0   | 0  | 0   | 0   | 35,0  | 29  | 11  | 10  | 1  | 1  | 1  | 7   | 1   | 25  | 0,225 | 1,03 |
| 2013           | OAK            | 1  | 4  | 6,04  | 16  | 5   | 0  | 0   | 3  | 3   | 1   | 44,2  | 51  | 32  | 30  | 5  | 0  | 0  | 21  | 1   | 46  | 0,287 | 1,61 |
| 2014           | COL            | 1  | 3  | 2,91  | 8   | 8   | 0  | 0   | 0  | 0   | 0   | 43,1  | 44  | 18  | 14  | 1  | 0  | 0  | 13  | 3   | 29  | 0,267 | 1,32 |
| 2015           | LAD            | 10 | 9  | 3,69  | 31  | 31  | 1  | 0   | 0  | 0   | 0   | 180,1 | 194 | 82  | 74  | 18 | 2  | 4  | 46  | 2   | 116 | 0,278 | 1,33 |
| 2016           | LAD            | 1  | 2  | 11,91 | 4   | 3   | 0  | 0   | 0  | 0   | 0   | 11,1  | 25  | 15  | 15  | 4  | 0  | 2  | 4   | 0   | 5   | 0,446 | 2,56 |
| 2017           | CHC (del)      | 2  | 2  | 8,18  | 6   | 6   | 0  | 0   | 0  | 0   | 0   | 22,0  | 34  | 22  | 20  | 2  | 0  | 1  | 12  | 0   | 16  | 0,347 | 2,09 |
| 2017           | TOR (del)      | 2  | 2  | 5,13  | 7   | 7   | 0  | 0   | 0  | 0   | 0   | 33,1  | 39  | 19  | 19  | 3  | 0  | 1  | 9   | 0   | 22  | 0,302 | 1,44 |
| 2017           | TOT            | 4  | 4  | 6,34  | 13  | 13  | 0  | 0   | 0  | 0   | 0   | 55,1  | 73  | 41  | 39  | 5  | 0  | 2  | 21  | 0   | 38  | 0,322 | 1,70 |
| 2018           | OAK            | 4  | 5  | 4,48  | 17  | 17  | 0  | 0   | 0  | 0   | 0   | 80,1  | 90  | 42  | 40  | 10 | 2  | 3  | 13  | 0   | 47  | 0,285 | 1,28 |
| Totalt (10 år) | Totalt (10 år) | 46 | 52 | 4,09  | 157 | 145 | 3  | 1   | 3  | 3   | 1   | 821,1 | 884 | 416 | 373 | 78 | 22 | 16 | 217 | 11  | 592 | 0,276 | 1,34 |

#### Slutspelet
| År            | Klubb         | W | L | ERA   | G | GS | CG | SHO | SV | SVO | HLD | IP  | H  | R | ER | HR | HB | WP | BB | IBB | SO | AVG   | WHIP |
| ------------- | ------------- | - | - | ----- | - | -- | -- | --- | -- | --- | --- | --- | -- | - | -- | -- | -- | -- | -- | --- | -- | ----- | ---- |
| 2012          | OAK           | 1 | 0 | 0,00  | 1 | 1  | 0  | 0   | 0  | 0   | 0   | 6,0 | 2  | 0 | 0  | 0  | 0  | 0  | 2  | 0   | 6  | 0,105 | 0,67 |
| 2013          | OAK           | 0 | 0 | 27,00 | 1 | 0  | 0  | 0   | 0  | 0   | 0   | 0,1 | 1  | 1 | 1  | 0  | 0  | 1  | 1  | 0   | 1  | 0,500 | 6,00 |
| 2015          | LAD           | 0 | 1 | 18,00 | 1 | 1  | 0  | 0   | 0  | 0   | 0   | 3,0 | 7  | 6 | 6  | 1  | 0  | 0  | 0  | 0   | 3  | 0,438 | 2,33 |
| Totalt (3 år) | Totalt (3 år) | 1 | 1 | 6,75  | 3 | 2  | 0  | 0   | 0  | 0   | 0   | 9,1 | 10 | 7 | 7  | 1  | 0  | 1  | 3  | 0   | 10 | 0,270 | 1,39 |